# Chelonodontops pleurospilus
Chelonodontops pleurospilus es una especie de peces de la familia Tetraodontidae en el orden de los Tetraodontiformes.

## Morfología
- Los machos pueden llegar alcanzar los 20 cm de longitud total.
- Número de  vértebras: 19.[1]

## Hábitat
Es un pez de mar de clima subtropical y demersal.

## Distribución geográfica
Se encuentran en Sudáfrica.

## Observaciones
No se puede comer ya que es  venenoso para los humanos.